# Tvoje lice zvuči poznato (7. sezona)
Tvoje lice zvuči poznato: All Stars predstavlja sedmu sezonu hrvatskog plesno-pjevački showa Tvoje lice zvuči poznato. Show je baziran na originalnoj nizozemskoj verziji Your Face Sounds Familiar. Izdanje 2021. godine nazvano je i All Stars jer su u njemu sudjelovali izdvojeni natjecatelji iz prethodnih sezona.
Emitiranje je započelo u nedjelju, 25. travnja 2021. godine u 20 sati, dok je finalna epizoda emitirana u nedjelju, 13. lipnja 2021. godine. Emisija se prikazala i u Bosni i Hercegovini na kanalu Nova BH od 18. srpnja do 5. rujna 2021.

## Voditelji
- Maja Šuput Tatarinov
- Frano Ridjan[4]

## Žiri
U sedmoj sezoni showa žiri su činili isti članovi kao i prethodne, šeste sezone:
- Nives Zeljković
- Indira Levak
- Goran Navojec
- Igor Mešin[5]

## Natjecatelji
U sedmoj "All Stars" sezoni iz tjedna u tjedan nastupalo je osam kandidata.
| Natjecatelj      | Godina rođenja | Mjesto rođenja     | Zanimanje                  | Prethodne sezone       |
| ---------------- | -------------- | ------------------ | -------------------------- | ---------------------- |
| Mario Petreković | 1972.          | Bjelovar, Hrvatska | stand-up komičar           | 1. sezona (pobjednik)  |
| Saša Lozar       | 1980.          | Laduč, Hrvatska    | pjevač i radijski voditelj | 2. sezona (pobjednik)  |
| Damir Kedžo      | 1987.          | Omišalj, Hrvatska  | pjevač                     | 3. sezona (pobjednik)  |
| Mario Roth       | 1981.          | Osijek, Hrvatska   | pjevač                     | 4. sezona (4. mjesto)  |
| Dalibor Petko    | 1978.          | Zagreb, Hrvatska   | televizijski voditelj      | 4. sezona (5. mjesto)  |
| Ivana Mišerić    | 1985.          | Zagreb, Hrvatska   | radijska voditeljica       | 4. sezona (6. mjesto)  |
| Maja Bajamić     | 1991.          | Split, Hrvatska    | pjevačica                  | 5. sezona (pobjednica) |
| Katarina Baban   | 1988.          | Osijek, Hrvatska   | glumica                    | 5. sezona (3. mjesto)  |

### Ukupni poredak
| Rb. | Natjecatelj | Epizode | Epizode | Epizode | Epizode | Epizode | Epizode | Epizode | Ukupno prije finala | Ep. 8            |
| Rb. | Natjecatelj | 1       | 2       | 3       | 4       | 5       | 6       | 7       | Ukupno prije finala | Ep. 8            |
| --- | ----------- | ------- | ------- | ------- | ------- | ------- | ------- | ------- | ------------------- | ---------------- |
| 1.  | Saša        | 63      | 35      | 73      | 44      | 47      | 24      | 19      | 305                 | 73               |
| 2.  | Damir       | 27      | 60      | 36      | 63      | 39      | 30      | 37      | 292                 | 42               |
| 3.  | Maja        | 43      | 35      | 39      | 52      | 25      | 17      | 78      | 289                 | 56               |
| 4.  | Mario P.    | 35      | 63      | 17      | 33      | 24      | 51      | 43      | 266                 | 42               |
| 5.  | Katarina    | 46      | 17      | 29      | 24      | 49      | 60      | 32      | 257                 | revijalni nastup |
| 6.  | Mario R.    | 24      | 31      | 24      | 24      | 61      | 42      | 22      | 228                 | revijalni nastup |
| 7.  | Dalibor     | 29      | 23      | 19      | 28      | 16      | 39      | 34      | 188                 | revijalni nastup |
| 8.  | Ivana       | 17      | 20      | 47      | 16      | 23      | 21      | 19      | 163                 | revijalni nastup |

## Pregled ostvarenih pobjeda
| Rb. | Natjecatelj      | Broj pobjeda |
| --- | ---------------- | ------------ |
| 1.  | Saša Lozar       | 2 + finale   |
| 2.  | Mario Petreković | 1            |
| 3.  | Damir Kedžo      | 1            |
| 4.  | Mario Roth       | 1            |
| 5.  | Katarina Baban   | 1            |
| 6.  | Maja Bajamić     | 1            |
| 7.  | Dalibor Petko    | 0            |
| 8.  | Ivana Mišerić    | 0            |

## Pregled epizoda

### Prva epizoda - 25. travnja 2021.
| Natjecatelj | Transformacija i pjesma                          | Bodovanje kandidata | Bodovanje kandidata | Bodovanje kandidata | Bodovanje kandidata | Bodovanje kandidata | Bodovanje kandidata | Bodovanje kandidata | Bodovanje kandidata | Bodovanje žirija | Bodovanje žirija | Bodovanje žirija | Bodovanje žirija | Ukupni bodova |
| Natjecatelj | Transformacija i pjesma                          | Mario P.            | Saša                | Damir               | Mario R.            | Dalibor             | Ivana               | Maja                | Katarina            | Nives            | Goran            | Indira           | Igor             | Ukupni bodova |
| ----------- | ------------------------------------------------ | ------------------- | ------------------- | ------------------- | ------------------- | ------------------- | ------------------- | ------------------- | ------------------- | ---------------- | ---------------- | ---------------- | ---------------- | ------------- |
| Mario P.    | Madonna - "Express yourself"                     | X                   |                     |                     |                     |                     |                     | 5                   | 5                   | 6                | 8                | 6                | 5                | 35            |
| Saša        | Vice Vukov - "Tvoja zemlja"                      |                     | X                   | 5                   | 5                   | 5                   | 5                   |                     |                     | 9                | 10               | 12               | 12               | 63            |
| Damir       | Halid Bešlić - "U meni jesen je" / "Taman je"    |                     |                     | X                   |                     |                     |                     |                     |                     | 7                | 5                | 8                | 7                | 27            |
| Mario R.    | Lenny Kravitz - "I belong to you"                |                     |                     |                     | X                   |                     |                     |                     |                     | 4                | 7                | 5                | 8                | 24            |
| Dalibor     | Beyonce - "End of time" / "Superbowl mashup"     |                     |                     |                     |                     | X                   |                     |                     |                     | 8                | 6                | 9                | 6                | 29            |
| Ivana       | Donna Summer - "She works hard for the money"    |                     |                     |                     |                     |                     | X                   |                     |                     | 5                | 4                | 4                | 4                | 17            |
| Maja        | Bruno Mars - "Runaway baby" / "Superbowl mashup" |                     | 5                   |                     |                     |                     |                     | X                   |                     | 12               | 9                | 7                | 10               | 43            |
| Katarina    | Eleni Foureira - "Il ritmo psicodelico"          | 5                   |                     |                     |                     |                     |                     |                     | X                   | 10               | 12               | 10               | 9                | 46            |

Pobjednik prve epizode je Saša Lozar. Osvojenih 10.000 kuna donirao je udruzi "Tko se boji sutra još?" iz Vukovara.

### Druga epizoda - 2. svibnja 2021.
| Natjecatelj | Transformacija i pjesma                           | Bodovanje kandidata | Bodovanje kandidata | Bodovanje kandidata | Bodovanje kandidata | Bodovanje kandidata | Bodovanje kandidata | Bodovanje kandidata | Bodovanje kandidata | Bodovanje žirija | Bodovanje žirija | Bodovanje žirija | Bodovanje žirija | Ukupni bodova |
| Natjecatelj | Transformacija i pjesma                           | Mario P.            | Saša                | Damir               | Mario R.            | Dalibor             | Ivana               | Maja                | Katarina            | Nives            | Goran            | Indira           | Igor             | Ukupni bodova |
| ----------- | ------------------------------------------------- | ------------------- | ------------------- | ------------------- | ------------------- | ------------------- | ------------------- | ------------------- | ------------------- | ---------------- | ---------------- | ---------------- | ---------------- | ------------- |
| Mario P.    | Stromae - "Tour les memes"                        | X                   |                     | 5                   |                     |                     | 5                   | 5                   |                     | 12               | 12               | 12               | 12               | 63            |
| Saša        | Cher - "Still haven't found what I'm looking for" | 5                   | X                   |                     |                     |                     |                     |                     |                     | 7                | 7                | 8                | 8                | 35            |
| Damir       | The greatest showman - "This is me"               |                     | 5                   | X                   | 5                   | 5                   |                     |                     | 5                   | 10               | 10               | 10               | 10               | 60            |
| Mario R.    | Black Eyed Peas i Shakira - "Girl like me"        |                     |                     |                     | X                   |                     |                     |                     |                     | 8                | 9                | 7                | 7                | 31            |
| Dalibor     | Saša, Tin i Kedžo - "365"                         |                     |                     |                     |                     | X                   |                     |                     |                     | 6                | 6                | 6                | 5                | 23            |
| Ivana       | Dead or alive - "You spin me right round"         |                     |                     |                     |                     |                     | X                   |                     |                     | 5                | 5                | 4                | 6                | 20            |
| Maja        | Severina - "Mili moj"                             |                     |                     |                     |                     |                     |                     | X                   |                     | 9                | 8                | 9                | 9                | 35            |
| Katarina    | Petar Grašo - "'Ko nam brani"                     |                     |                     |                     |                     |                     |                     |                     | X                   | 4                | 4                | 5                | 4                | 17            |

Pobjednik druge epizode je Mario Petreković. Osvojenih 10.000 kuna donirao je "Udruzi osoba s invaliditetom Sisačko-moslavačke županije" iz Siska.

### Treća epizoda - 9. svibnja 2021.
| Natjecatelj | Transformacija i pjesma                                          | Bodovanje kandidata | Bodovanje kandidata | Bodovanje kandidata | Bodovanje kandidata | Bodovanje kandidata | Bodovanje kandidata | Bodovanje kandidata | Bodovanje kandidata | Bodovanje žirija | Bodovanje žirija | Bodovanje žirija | Bodovanje žirija | Ukupni bodova |
| Natjecatelj | Transformacija i pjesma                                          | Mario P.            | Saša                | Damir               | Mario R.            | Dalibor             | Ivana               | Maja                | Katarina            | Nives            | Goran            | Indira           | Igor             | Ukupni bodova |
| ----------- | ---------------------------------------------------------------- | ------------------- | ------------------- | ------------------- | ------------------- | ------------------- | ------------------- | ------------------- | ------------------- | ---------------- | ---------------- | ---------------- | ---------------- | ------------- |
| Mario P.    | Jason Derulo -"Take You Dancing"                                 | X                   |                     |                     |                     |                     |                     |                     |                     |                  |                  |                  |                  | 17            |
| Saša        | Luciano Pavarotti i James Brown - "It's man's man's man's world" |                     | X                   |                     |                     |                     |                     |                     |                     |                  |                  |                  |                  | 73            |
| Damir       | Alcazar - "Crying At The Discoteque"                             |                     |                     | X                   |                     |                     |                     |                     |                     |                  |                  |                  |                  | 36            |
| Mario R.    | Lidija Bačić - "Kaktus"                                          |                     |                     |                     | X                   |                     |                     |                     |                     |                  |                  |                  |                  | 24            |
| Dalibor     | Dua Lipa - "New Rules"                                           |                     |                     |                     |                     | X                   |                     |                     |                     |                  |                  |                  |                  | 19            |
| Ivana       | Pitbull i Kesha - "Timber"                                       |                     |                     |                     |                     |                     | X                   |                     |                     |                  |                  |                  |                  | 47            |
| Maja        | Sam Smith - "How Do You Sleep?"                                  |                     |                     |                     |                     |                     |                     | X                   |                     |                  |                  |                  |                  | 39            |
| Katarina    | Mabel - "Don't Call Me Up"                                       |                     |                     |                     |                     |                     |                     |                     | X                   |                  |                  |                  |                  | 29            |

Pobjednik treće epizode je Saša Lozar. 

### Četvrta epizoda - 16. svibnja 2021.
| Natjecatelj | Transformacija i pjesma                                                    | Bodovanje kandidata | Bodovanje kandidata | Bodovanje kandidata | Bodovanje kandidata | Bodovanje kandidata | Bodovanje kandidata | Bodovanje kandidata | Bodovanje kandidata | Bodovanje žirija | Bodovanje žirija | Bodovanje žirija | Bodovanje žirija | Ukupni bodova |
| Natjecatelj | Transformacija i pjesma                                                    | Mario P.            | Saša                | Damir               | Mario R.            | Dalibor             | Ivana               | Maja                | Katarina            | Nives            | Goran            | Indira           | Igor             | Ukupni bodova |
| ----------- | -------------------------------------------------------------------------- | ------------------- | ------------------- | ------------------- | ------------------- | ------------------- | ------------------- | ------------------- | ------------------- | ---------------- | ---------------- | ---------------- | ---------------- | ------------- |
| Mario P.    | Shakira - "Loca" / "Waka waka" / "Let's get loud"                          | X                   |                     |                     |                     | 5                   |                     |                     |                     | 7                | 7                | 7                | 7                | 33            |
| Saša        | Jennifer Lopez - "Waiting for tonight" / "On the floor" / "Let's get loud" |                     | X                   |                     |                     |                     |                     |                     |                     | 12               | 12               | 10               | 10               | 44            |
| Damir       | Josipa Lisac - "O jednoj mladosti"                                         |                     | 5                   | X                   |                     |                     | 5                   | 5                   | 5                   | 10               | 9                | 12               | 12               | 63            |
| Mario R.    | Simply Red - "Stars"                                                       |                     |                     |                     | X                   |                     |                     |                     |                     | 5                | 8                | 6                | 5                | 24            |
| Dalibor     | Maja Šuput - "Hej, Balkano"                                                |                     |                     |                     |                     | X                   |                     |                     |                     | 8                | 6                | 8                | 6                | 28            |
| Ivana       | Magazin - "Došlo vrijeme..."                                               |                     |                     |                     |                     |                     | X                   |                     |                     | 4                | 4                | 4                | 4                | 16            |
| Maja        | Cardi B - "Bodak Yellow"                                                   | 5                   |                     | 5                   | 5                   |                     |                     | X                   |                     | 9                | 10               | 9                | 9                | 52            |
| Katarina    | Marc Anthony i Maluma - "Felices los 4"                                    |                     |                     |                     |                     |                     |                     |                     | X                   | 6                | 5                | 5                | 8                | 24            |

Pobjednik četvrte epizode je Damir Kedžo. Osvojenih 10.000 kuna donirao je "Udruzi Riječko srce".

### Peta epizoda - 23. svibnja 2021.
| Natjecatelj | Transformacija i pjesma                                 | Bodovanje kandidata | Bodovanje kandidata | Bodovanje kandidata | Bodovanje kandidata | Bodovanje kandidata | Bodovanje kandidata | Bodovanje kandidata | Bodovanje kandidata | Bodovanje žirija | Bodovanje žirija | Bodovanje žirija | Bodovanje žirija | Ukupni bodova |
| Natjecatelj | Transformacija i pjesma                                 | Mario P.            | Saša                | Damir               | Mario R.            | Dalibor             | Ivana               | Maja                | Katarina            | Nives            | Goran            | Indira           | Igor             | Ukupni bodova |
| ----------- | ------------------------------------------------------- | ------------------- | ------------------- | ------------------- | ------------------- | ------------------- | ------------------- | ------------------- | ------------------- | ---------------- | ---------------- | ---------------- | ---------------- | ------------- |
| Mario P.    | Senidah - "Mišići"                                      | X                   |                     |                     |                     |                     |                     |                     |                     | 5                | 7                | 7                | 5                | 24            |
| Saša        | George Michael - "Careless whisper"                     |                     | X                   | 5                   | 5                   |                     |                     |                     |                     | 8                | 8                | 12               | 9                | 47            |
| Damir       | Dino Merlin i Vesna Zmijanac - "Kad zamirišu jorgovani" |                     |                     | X                   |                     |                     |                     |                     |                     | 12               | 9                | 10               | 8                | 39            |
| Mario R.    | Master KG i Nomcebo - "Jerusalema"                      | 5                   | 5                   |                     | X                   |                     |                     | 5                   | 5                   | 10               | 12               | 9                | 10               | 61            |
| Dalibor     | Maja Blagdan - "Cura za sve"                            |                     |                     |                     |                     | X                   |                     |                     |                     | 4                | 4                | 4                | 4                | 16            |
| Ivana       | Destiny's Child - "Bootylicious"                        |                     |                     |                     |                     |                     | X                   |                     |                     | 6                | 5                | 5                | 7                | 23            |
| Maja        | Kićo Slabinac - "Plavuša"                               |                     |                     |                     |                     |                     |                     | X                   |                     | 7                | 6                | 6                | 6                | 25            |
| Katarina    | Lady Gaga - "Edge of glory"                             |                     |                     |                     |                     | 5                   | 5                   |                     | X                   | 9                | 10               | 8                | 12               | 49            |

Pobjednik pete epizode je Mario Roth. Osvojenih 10.000 kuna donirao je "Udruzi Maslačak" iz Križevaca.

### Šesta epizoda - 29. svibnja 2021.
Šesta epizoda iznimno je prikazana dan ranije, u subotu, 29. svibnja 2021. godine zbog emitiranja specijalnog programa Lokalni izbori 2021.
| Natjecatelj | Transformacija i pjesma                         | Bodovanje kandidata | Bodovanje kandidata | Bodovanje kandidata | Bodovanje kandidata | Bodovanje kandidata | Bodovanje kandidata | Bodovanje kandidata | Bodovanje kandidata | Bodovanje žirija | Bodovanje žirija | Bodovanje žirija | Bodovanje žirija | Ukupni bodova |
| Natjecatelj | Transformacija i pjesma                         | Mario P.            | Saša                | Damir               | Mario R.            | Dalibor             | Ivana               | Maja                | Katarina            | Nives            | Goran            | Indira           | Igor             | Ukupni bodova |
| ----------- | ----------------------------------------------- | ------------------- | ------------------- | ------------------- | ------------------- | ------------------- | ------------------- | ------------------- | ------------------- | ---------------- | ---------------- | ---------------- | ---------------- | ------------- |
| Mario P.    | Josipa Lisac i Šaban Bajramović - "Đelem đelem" | X                   |                     |                     | 5                   |                     |                     |                     |                     | 12               | 12               | 12               | 10               | 51            |
| Saša        | Lepa Brena - "Uđi slobodno"                     |                     | X                   |                     |                     |                     |                     |                     |                     | 6                | 5                | 7                | 6                | 24            |
| Damir       | Queen - "Don't stop me now"                     |                     |                     | X                   |                     |                     |                     |                     |                     | 9                | 6                | 8                | 7                | 30            |
| Mario R.    | Denis & Denis - "Soba 23"                       |                     |                     | 5                   | X                   |                     |                     |                     |                     | 8                | 10               | 10               | 9                | 42            |
| Dalibor     | Sakis Rouvas - "This is our night"              |                     |                     |                     |                     | X                   | 5                   |                     | 5                   | 7                | 8                | 6                | 8                | 39            |
| Ivana       | Rosalia - "Con altura"                          |                     |                     |                     |                     |                     | X                   |                     |                     | 4                | 7                | 5                | 5                | 21            |
| Maja        | The Weeknd - "Blinding lights"                  |                     |                     |                     |                     |                     |                     | X                   |                     | 5                | 4                | 4                | 4                | 17            |
| Katarina    | Maitre Gims - "Est-ce que tu m'aimes?"          | 5                   | 5                   |                     |                     | 5                   |                     | 5                   | X                   | 10               | 9                | 9                | 12               | 60            |

Pobjednica šeste epizode je Katarina Baban. Osvojenih 10.000 kuna donirala je "Udruzi hrabre njuške".

### Sedma epizoda - 5. lipnja 2021.
Sedma epizoda iznimno je prikazana dan ranije, u subotu, 5. lipnja 2021. godine zbog emitiranja prijateljske nogometne utakmice Belgija - Hrvatska.
| Natjecatelj | Transformacija i pjesma                           | Bodovanje kandidata | Bodovanje kandidata | Bodovanje kandidata | Bodovanje kandidata | Bodovanje kandidata | Bodovanje kandidata | Bodovanje kandidata | Bodovanje kandidata | Bodovanje žirija | Bodovanje žirija | Bodovanje žirija | Bodovanje žirija | Ukupni bodova |
| Natjecatelj | Transformacija i pjesma                           | Mario P.            | Saša                | Damir               | Mario R.            | Dalibor             | Ivana               | Maja                | Katarina            | Nives            | Goran            | Indira           | Igor             | Ukupni bodova |
| ----------- | ------------------------------------------------- | ------------------- | ------------------- | ------------------- | ------------------- | ------------------- | ------------------- | ------------------- | ------------------- | ---------------- | ---------------- | ---------------- | ---------------- | ------------- |
| Mario P.    | Ivo Robić - "Morgen"                              | X                   | 5                   |                     |                     |                     |                     |                     |                     | 9                | 10               | 9                | 10               | 43            |
| Saša        | Whitney Houston - "Higher love"                   |                     | X                   |                     |                     |                     |                     |                     |                     | 4                | 4                | 6                | 5                | 19            |
| Damir       | Montserrat Caballe - "Hijo de la luna"            |                     |                     | X                   |                     |                     |                     |                     |                     | 10               | 8                | 10               | 9                | 37            |
| Mario R.    | Gibonni - "Zlatne godine"                         |                     |                     |                     | X                   |                     |                     |                     |                     | 6                | 5                | 5                | 6                | 22            |
| Dalibor     | Marilyn Monroe - "I wanna be loved by you"        |                     |                     |                     |                     | X                   |                     | 5                   |                     | 7                | 7                | 7                | 8                | 34            |
| Ivana       | Jovanotti - "L'ombelico del mondo"                |                     |                     |                     |                     |                     | X                   |                     |                     | 5                | 6                | 4                | 4                | 19            |
| Maja        | Tina Turner i Eros Ramazzotti - "Cose della vita" | 5                   |                     | 5                   | 5                   | 5                   | 5                   | X                   | 5                   | 12               | 12               | 12               | 12               | 78            |
| Katarina    | Pink - "Just like fire"                           |                     |                     |                     |                     |                     |                     |                     | X                   | 8                | 9                | 8                | 7                | 32            |

Pobjednica sedme epizode je Maja Bajamić. Osvojenih 10.000 kuna donirala je "Udruzi Dom nade".

### Osma epizoda (finale) - 13. lipnja 2021.
U finalnoj epizodi natječu se četiri najbolje plasirane osobe koje dobivaju bodove žirija od 8, 9, 10 i 12 te početne bodove: 7 za prvu poziciju prije finalne epizode, 6 za drugu poziciju, 5 za treću i 4 boda za četvrtu poziciju na ljestvici prije bodovanja u posljednjoj epizodi. Natjecatelji od 5. do 8. pozicije nastupaju u finalnoj epizodi u revijalnom dijelu gdje u dva para izvode duet te ne dobivaju bodove žirija.
| Natjecatelj | Transformacija i pjesma                                  | Početni bodovi                                           | Bodovanje žirija                                         | Bodovanje žirija                                         | Bodovanje žirija                                         | Bodovanje žirija                                         | Bodovanje kandidata                                      | Bodovanje kandidata                                      | Bodovanje kandidata                                      | Bodovanje kandidata                                      | Bodovanje kandidata                                      | Bodovanje kandidata                                      | Bodovanje kandidata                                      | Ukupno bodova                                            |
| Natjecatelj | Transformacija i pjesma                                  | Početni bodovi                                           | Nives                                                    | Goran                                                    | Indira                                                   | Igor                                                     | Mario P.                                                 | Saša                                                     | Damir                                                    | Mario R.                                                 | Dalibor                                                  | Maja                                                     | Katarina                                                 | Ukupno bodova                                            |
| ----------- | -------------------------------------------------------- | -------------------------------------------------------- | -------------------------------------------------------- | -------------------------------------------------------- | -------------------------------------------------------- | -------------------------------------------------------- | -------------------------------------------------------- | -------------------------------------------------------- | -------------------------------------------------------- | -------------------------------------------------------- | -------------------------------------------------------- | -------------------------------------------------------- | -------------------------------------------------------- | -------------------------------------------------------- |
| Saša        | David Bowie - "Let's dance"                              | 7                                                        | 10                                                       | 12                                                       | 12                                                       | 12                                                       | 5                                                        |                                                          | 5                                                        |                                                          | 5                                                        | 5                                                        |                                                          | 73                                                       |
| Damir       | Justin Timberlake - "Cry me a river" / "Like I love you" | 6                                                        | 9                                                        | 8                                                        | 10                                                       | 9                                                        |                                                          |                                                          |                                                          |                                                          |                                                          |                                                          |                                                          | 42                                                       |
| Maja        | Christina Aguilera - "Dirrty"                            | 5                                                        | 12                                                       | 10                                                       | 9                                                        | 10                                                       |                                                          |                                                          |                                                          | 5                                                        |                                                          |                                                          | 5                                                        | 56                                                       |
| Mario P.    | Will Smith (Aladdin) - "Prince Ali"                      | 4                                                        | 8                                                        | 9                                                        | 8                                                        | 8                                                        |                                                          | 5                                                        |                                                          |                                                          |                                                          |                                                          |                                                          | 42                                                       |
| Mario R.    | Karol G i Nicky Minaj - "Tusa"                           | ne-finalisti u revijalnom dijelu emisije (bez bodovanja) | ne-finalisti u revijalnom dijelu emisije (bez bodovanja) | ne-finalisti u revijalnom dijelu emisije (bez bodovanja) | ne-finalisti u revijalnom dijelu emisije (bez bodovanja) | ne-finalisti u revijalnom dijelu emisije (bez bodovanja) | ne-finalisti u revijalnom dijelu emisije (bez bodovanja) | ne-finalisti u revijalnom dijelu emisije (bez bodovanja) | ne-finalisti u revijalnom dijelu emisije (bez bodovanja) | ne-finalisti u revijalnom dijelu emisije (bez bodovanja) | ne-finalisti u revijalnom dijelu emisije (bez bodovanja) | ne-finalisti u revijalnom dijelu emisije (bez bodovanja) | ne-finalisti u revijalnom dijelu emisije (bez bodovanja) | ne-finalisti u revijalnom dijelu emisije (bez bodovanja) |
| Katarina    | Karol G i Nicky Minaj - "Tusa"                           | ne-finalisti u revijalnom dijelu emisije (bez bodovanja) | ne-finalisti u revijalnom dijelu emisije (bez bodovanja) | ne-finalisti u revijalnom dijelu emisije (bez bodovanja) | ne-finalisti u revijalnom dijelu emisije (bez bodovanja) | ne-finalisti u revijalnom dijelu emisije (bez bodovanja) | ne-finalisti u revijalnom dijelu emisije (bez bodovanja) | ne-finalisti u revijalnom dijelu emisije (bez bodovanja) | ne-finalisti u revijalnom dijelu emisije (bez bodovanja) | ne-finalisti u revijalnom dijelu emisije (bez bodovanja) | ne-finalisti u revijalnom dijelu emisije (bez bodovanja) | ne-finalisti u revijalnom dijelu emisije (bez bodovanja) | ne-finalisti u revijalnom dijelu emisije (bez bodovanja) | ne-finalisti u revijalnom dijelu emisije (bez bodovanja) |
| Dalibor     | Madonna - "Medellin"                                     | ne-finalisti u revijalnom dijelu emisije (bez bodovanja) | ne-finalisti u revijalnom dijelu emisije (bez bodovanja) | ne-finalisti u revijalnom dijelu emisije (bez bodovanja) | ne-finalisti u revijalnom dijelu emisije (bez bodovanja) | ne-finalisti u revijalnom dijelu emisije (bez bodovanja) | ne-finalisti u revijalnom dijelu emisije (bez bodovanja) | ne-finalisti u revijalnom dijelu emisije (bez bodovanja) | ne-finalisti u revijalnom dijelu emisije (bez bodovanja) | ne-finalisti u revijalnom dijelu emisije (bez bodovanja) | ne-finalisti u revijalnom dijelu emisije (bez bodovanja) | ne-finalisti u revijalnom dijelu emisije (bez bodovanja) | ne-finalisti u revijalnom dijelu emisije (bez bodovanja) | ne-finalisti u revijalnom dijelu emisije (bez bodovanja) |
| Ivana       | nije nastupala u finalnoj epizodi                        | nije nastupala u finalnoj epizodi                        | nije nastupala u finalnoj epizodi                        | nije nastupala u finalnoj epizodi                        | nije nastupala u finalnoj epizodi                        | nije nastupala u finalnoj epizodi                        | nije nastupala u finalnoj epizodi                        | nije nastupala u finalnoj epizodi                        | nije nastupala u finalnoj epizodi                        | nije nastupala u finalnoj epizodi                        | nije nastupala u finalnoj epizodi                        | nije nastupala u finalnoj epizodi                        | nije nastupala u finalnoj epizodi                        | nije nastupala u finalnoj epizodi                        |

Pobjednik osme epizode i finalne epizode sedme sezone je Saša Lozar. Osvojenih 20.000 kuna donirao je "Glazbenoj školi Fran Lhotka" iz Siska.

## Vanjske poveznice
- Službena stranica
- Videoarhiva emisija
- Službena Facebook stranica